# Goodyera dolabripetala
Goodyera dolabripetala là một loài thực vật có hoa trong họ Lan. Loài này được (Ames) Schltr. mô tả khoa học đầu tiên năm 1908.